# Гебур, Дарио
Дарио Ндубуиси Гебур (нем. Dario Ndubuisi Gebuhr; родился 6 мая 2003 года, Висбаден, Германия) — немецкий футболист, защитник клуба «Ганза».

## Карьера
Дарио Ндубуиси Гебур — воспитанник «Айнтрахт (Франкфурт)». За резервную команду дебютировал 2 августа 2022 года в матче против футбольного клуба «Виктория 06 Грисхайм». Свой первый гол забил в ворота «Вальдгирмеса». Первый матч за основу клуба сыграл 22 апреля 2023 года, дебютировав против «Боруссии Дортмунд» на 70-й минуте, заменив Макото Хасэбэ.